# سيد معوض
سيد معوض (ولد في 25 مايو عام 1979 في الفيوم، مصر)، لاعب كرة قدم مصري، يلعب في نادي الأهلي المصري كمدافع في مركز الظهير الايسر، ومن ضمن لاعبين منتخب مصر، انتقل إلى صفوف النادى الأهلي عائدا من تركيا بعد رحلة احتراف مع نادي طرابزونسبور أعلن سيد معوض الاعتزال رسميا يوم 24 يونيو من سنة 2014.
وقد حصد سيد معوض مع النادي الاهلي العديد العديد من البطولات وشارك معه في في كاس العالم للاندية عام 2008 2012 و 2013

## الحياة الشخصية
سيد هو والد عمر معوض لاعب ريال بيتيس.

## روابط خارجية
- سيد معوض على موقع الاتحاد الدولي (مؤرشف)  (الإنجليزية)
- سيد معوض على موقع الاتحاد الأوربي (الإنجليزية)
- سيد معوض على موقع اتحاد تركيا (لاعب) (الإنجليزية)
- سيد معوض على موقع قاعدة بيانات كرة القدم.إي يو (الإنجليزية)
- سيد معوض على موقع ناشيونال فوتبول تيمز (الإنجليزية)
- سيد معوض على موقع Soccerway.com (الإنجليزية)
- سيد معوض على موقع كووورة